# Lullaby (漫画)
『Lullaby』（ららばい）は、岩崎摂による歴史漫画作品。有間皇子（作品では「有間王子」と表記）を主人公としている。
本作は1985年（昭和60年）、『別冊月刊OUT』9月号『アニパロコミックス 10』（みのり書房）に掲載された。岩崎は『OUT』『アニパロコミックス』において、『MY HOMEギジェ』などアニメ作品のパロディを多く寄稿しているが、当作品は史実を元にしたパロディといえる。

## あらすじ
656年（斉明2年）、飛鳥岡本宮の火災のさなか、逃げ遅れた有間王子を蘇我赤兄が救出した。その様子を苦々しく見ている中大兄王子と中臣鎌子。間もなく数え年17歳となる有間王子は重い発達障害をもっていたが、孝徳天皇の子であり血統は問題なく、中大兄王子にとっては次の大王（天皇）の位を狙う上で邪魔な存在であった。
有間王子は自身を守るはずの舎人から厳しい体罰を受け、舎人を殺した後、偶然に赤兄の家に逃げ込んだ。赤兄は娘・常陸（ひたち）と共に有間王子を保護し治療してやる。しかし王子は床にこぼれた食事を四つん這いで直接口で喰らうなどし、彼らはその姿に愕然とする。赤兄は王子に人間らしい振る舞いをさせようとするものの、王子は反抗して赤兄の手に噛みつく。一方で赤兄は王子の住居・市経（いちふ）の宮に使いを送るが、王子の障害を隠したいためか、宮では王子が牟婁温泉（むろのゆ）で療養中ということにされている。しゃべれないはずの有間王子が歌を歌っているのを聞いた赤兄は、王子に魂を宿らせれば言葉が話せるようになると考え、彼に単語を教え始める。これにも抵抗し赤兄の首を絞める王子。その手に赤兄の言う「ありま」の響きが伝わる。有間王子は自ら、自分の名を口にする。これをきっかけに次第に言葉を覚えていく王子だったが、赤兄も常陸も「母（あも）ちゃま」としか呼べなかった。
中臣鎌子は、市経の宮にいた有間王子の身代わりを締め上げ、本物の有間王子が赤兄の元にいることを聞き出す。さらに、有間王子を盾とする中大兄王子に対する謀反の計画が進んでいることも掴んだが、赤兄は謀反の一味には入っていない。鎌子は赤兄の真意を知り、かつ有間王子を消す方法を思いつく。鎌子は赤兄を騙して遠出をさせた隙に彼の屋敷を襲い、常陸と王子を連れ去った。そして赤兄が王子を殺さなければ人質の常陸を殺すと赤兄を脅した。
有間王子は屋敷を襲った鎌子の部下との戦いで傷ついた姿で連れてこられた。赤兄は彼を海に連れて行く。海岸の木に絞首刑のための縄が吊されている。赤兄は王子の首に縄をかけ、抱き上げると、海に向かって飛べば鳥になれると言う。王子は笑顔で頷き、飛翔した。
解放された常陸は、有間王子が自分を助けようとしたことを父に語った。

## 史実との相違
作品中の有間王子は重度の発達障害者に設定され、口がきけず食事は手づかみでし、時には凶暴な態度となり他人を噛み殺すこともある。しかし史実において障害があったという記録はなく、有間皇子によるとされる和歌も残されている。
また蘇我赤兄はこの有間王子に同情し、愛情をもって育て直し、娘を守るために苦渋の決断をして王子を絞首刑にした。しかし史実ではあくまでも中大兄皇子（王子）に忠実であったとされ、有間皇子に謀反を勧めた上でそのことを中大兄皇子に密告し、有間皇子を処刑に至らしめている。

## その他
作中で、言葉を話せない有間王子が歌う歌は、「岩の上に 小猿 米やく 米だにも 喰（た）げて 通らせ　山羊（かましし）の　爺（おじ）」という歌詞である。『日本書紀』に記録された童歌であろう。また、赤兄が王子を寺院へ連れて行き、王子が見つめる仏像に思わず手を合わせる場面では、仏像は百済観音像に酷似した外見で描かれている。